# Hostages (2013)
Hostages is een Amerikaanse dramaserie van de zender CBS. De serie was gebaseerd op een Israëlische serie met dezelfde naam en liep van 23 september 2013 tot 6 januari 2014. 

## Plot
De dag voordat dokter Ellen Sanders president Kincaid moet opereren wordt haar gezin gegijzeld door Duncan Carlisle en zijn kompanen Archer, Sandrine en Kramer. Als Ellen er niet voor zorgt dat de president sterft tijdens de operatie wordt haar gezin vermoord. Ellen dient de president een bloedverdunner toe en zorgt er zo voor dat de operatie twee weken uitgesteld wordt. De gijzelnemers moeten het gezin hun gewone leven terug laten opnemen in die tijd om geen argwaan te wekken. Ellen ontdekt dat Duncan's vrouw Nina aan leukemie lijdt en enkel kan gered worden door een beenmergtransplantatie. Het blijkt dat de president de vader is van Nina, hij verkrachtte een vrouw en probeerde dit te verdoezelen, waardoor hij niet van het bestaan van Nina af weet. Duncan werkt in opdracht van kolonel Blair, die een andere reden heeft om de president uit de weg te ruimen. Ellen licht de first lady in over het verleden van de president en met haar hulp kan ze het beenmerg van de operatie ongemerkt uit het ziekenhuis smokkelen om aan Nina te geven. Bij een confrontatie schiet Duncan kolonel Blair dood. De serie eindigt met Duncan die zich bij de politie aangeeft. 

## Cast

### Hoofdrollen
- Toni Collette als Dr. Ellen Sanders, een gerespecteerde arts in het Maryland College Hospital in Washington DC, die uitverkoren is om de president van de Verenigde Staten te opereren.
- Dylan McDermott als FBI speciale agent Duncan Carlisle, leider van het team dat de familie van dokter Sanders gijzelt. Zijn motivatie is om zijn aan leukemie lijdende vrouw te genezen.
- Tate Donovan als Brian Sanders, man van Ellen, hij heeft een affaire met zijn assistente Samantha.
- Quinn Shephard als Morgan Sanders, tienerdochter van Ellen en Brian
- Mateus Ward als Jake Sanders, tienerzoon van Ellen en Brian, jonger dan Morgan.
- Billy Brown als Archer Petit, lid van het team dat de familie Sanders gijzelt. Hij kent Duncan al dertien jaar.
- Sandrine Holt als Sandrine Renault, lid van het team dat de familie Sanders gijzelt. Zij kent Archer van in Afghanistan.
- Rhys Coiro als Kramer Delaney, lid van het team dat de familie Sanders gijzelt en schoonbroer van Duncan.
- James Naughton als President Paul Kincaid.

### Bijrollen
- Hilarie Burton als Samantha, minnares van Brian
- Paul Calderon als Stan Hoffman van de geheime dienst, onderzoekt of er meer aan de hand is met de operatie van de president nadat deze uitgesteld werd. Hij wordt vermoord door Logan als hij op weg is om de immuniteit van Quentin Creasy te regelen.
- Jim True-Frost als agent Logan van de geheime dienst. Werkt onder Hoffman en zit in het complot om de president te vermoorden.
- Brian White als kolonel Thomas Blair, hij is het hoofd van de organisatie die de president wil vermoorden.
- Joanne Kelly als Vanessa Moore, zuster van first lady Mary, zij is ervan overtuigd dat de president achter de dood van haar broer Peter zit en werkt samen met kolonel Blair.
- Jeremy Bobb als Quentin Creasy, stafchef van de president, zit ook in het complot maar krijgt berouw en licht Hoffman in, wordt door Vanessa vergiftigd.
- Lola Cook als Sawyer Carlisle, dochter van Duncan
- Larry Pine als Burton Delaney, schoonvader van Duncan en adviseur van Kincaid toen hij nog senator was, adopteerde de dochter van de president.
- Tyler Elliott Burke als Boyd Norton, vriendje van Morgan. Kan het niet verkroppen dat Morgan hun relatie beëindigt en breekt hij haar binnen. Wordt door Sandrine neergeschoten
- Mary Elizabeth Mastrantonio als first lady Mary Kincaid, vrouw van president Paul Kincaid
- Francie Swift als Nina Carlisle, zieke vrouw van Duncan